# Eustala guianensis
Eustala guianensis là một loài nhện trong họ Araneidae.
Loài này thuộc chi Eustala. Eustala guianensis được Władysław Taczanowski miêu tả năm 1873.